# Hermann Dunger
Hermann Dunger (ur. 2 kwietnia 1843 w Plauen, zm. 21 września 1912 w Dreźnie) – niemiecki purysta, nauczyciel, filolog, historyk, autor słowników purystycznych i prac na temat zapożyczeń w języku niemieckim.

## Życiorys
Uczęszczał do szkoły w Plauen. W latach 1861–1865 studiował archeologię, filologię klasyczną i germanistykę na Uniwersytecie w Lipsku. W marcu 1865 po uzyskaniu doktoratu pracował jako pomocniczy nauczyciel w Lipsku. Rok później został nauczycielem łaciny, greki i historii starożytnej w gimnazjum (Wettiner Gymnasium) w Dreźnie. W roku 1885 został profesorem i dyrektorem tegoż gimnazjum. W uznaniu za swoją pracę pedagogiczną i naukową nadano mu cywilny Krzyż Rycerski Pierwszej Klasy (Ritterkreuz Erster Klasse des Zivildienstordens).

## Działalność i twórczość
Współzałożyciel Powszechnego Niemieckiego Stowarzyszenia Językowego (1885) i przewodniczący pierwszej filii Stowarzyszenia w Dreźnie. Był też członkiem stowarzyszeń literackich i etnograficznych. Autorem i współautorem dwóch słowników zniemczających. Jest autorem prac na temat historii zapożyczeń w języku niemieckim, w tym rozprawy na temat anglicyzmów. Opublikował wiele artykułów w Czasopiśmie Powszechnego Niemieckiego Stowarzyszenia Językowego.
W swojej krytyce wyrazów obcych kierował się głównie motywami narodowymi: nadmierne używanie wyrazów obcych stanowi zagrożenie tożsamości narodowej Niemców. Pozostawił po sobie obszerne zbiory pieśni ludowych z regionu Vogtland oraz zbiory pieśni żołnierskich.

### Publikacje książkowe (wybór)
- Die Sage vom trojanischen Kriege in den Bearbeitungen des Mittelalters und ihre antiken Quellen (1869).
- Ueber Dialect und Volkslied des Vogtlands. Ein Vortrag, gehalten zu Plauen am 3. Jan. 1870.
- Kinderlieder und Kinderspiele aus dem Vogtlande. Eingeleitet durch einen Vortrag, Über volksthümliche Kinderpoesie‘ (1874).
- Wörterbuch von Verdeutschungen entbehrlicher Fremdwörter mit besonderer Berücksichtigung der von dem Großen Generalstabe, im Postwesen und in der Reichgesetzgebung angenommen Verdeutschungen (1882).
- Das Fremdwörterunwesen in unserer Sprache. Von Zeitfragen des christlichen Volkslebens (1884).
- Die Sprachreinigung und ihre Gegner. Eine Erwiderung auf die Angriffe von Gildemeister, Grimm, Rümelin und Delbrück (1887).
- Wider die Engländerei in der deutschen Sprache (1899).
- Die Deutsche Sprachbewegung und der Allgemeine Deutsche Sprachverein 1885–1910. Festschrift zur Fünfundzwanzigjahrfeier des Allgemeinen Deutschen Sprachvereins, 10. September 1910.
- (współautor: Ernst Lößnitzer) Deutsche Speisekarte. Verdeutschung der in der Küche und im Gasthofswesen gebräuchlichen entbehrlichen Fremdwörter = Verdeutschungsbücher des Allgemeinen Deutschen Sprachvereins. 4. wyd. (1915).
- Zur Schärfung des Sprachgefühls, 8. wyd. (1929).